# Istocheta altaica
Istocheta altaica är en tvåvingeart som först beskrevs av Boisova 1963.  Istocheta altaica ingår i släktet Istocheta och familjen parasitflugor. Inga underarter finns listade i Catalogue of Life.